# Trachyoribates schalleri
Trachyoribates schalleri är en kvalsterart som först beskrevs av Beck 1965.  Trachyoribates schalleri ingår i släktet Trachyoribates och familjen Haplozetidae. Inga underarter finns listade i Catalogue of Life.